# Iso-Pesiö
Iso-Pesiö och Pikku-Pesiö, eller Pesiöjärvet är sjöar i Finland. De ligger i kommunen Pudasjärvi i landskapet Norra Österbotten, i den centrala delen av landet, 600 km norr om huvudstaden Helsingfors. Iso-Pesiö ligger 146,5 meter över havet. Arean är 73,3 hektar och strandlinjen är 5,55 kilometer lång. Sjön  ingår i Ijo älvs huvudavrinningsområde. 